# Wooster Korn Kings
Die Wooster Korn Kings waren ein US-amerikanisches Eishockeyfranchise der All American Hockey League in Wooster, Ohio. Sie spielten zuletzt in der 900 Plätze fassenden Alice Noble Ice Arena.

## Geschichte
Gegründet wurde das Franchise im Jahr 2009 als Partnerteam der Flint Generals aus der International Hockey League. Ursprünglich sollten die Ice Muskies in der Midwest Hockey League spielen, diese fusionierte aber mit der AAHL.
Doch schon während der ersten Saison mussten die Ice Muskies ihren Spielbetrieb am 15. Januar 2010 aus finanziellen Gründen einstellen. Die Eigentümer des Franchises hatten bereits ab Oktober 2009 weder die Spieler noch den Trainer bezahlt.
Es existierten Pläne, den Verein unter neuen Eigentümern auf die neue Saison hin wieder in die AAHL zu integrieren. Zur Saison 2010/11 kehrten die Madison Ice Muskies wieder in die AAHL zurück, wurden jedoch im Oktober 2010 noch vor Saisonbeginn nach Wooster, Ohio, umgesiedelt und in Wooster Korn Kings umbenannt. Bereits nach nur fünf Spielen am neuen Standort stellte die Mannschaft jedoch den Spielbetrieb überraschend schon wieder ein.